# Brett Angel
Brett Angel (né le 29 avril 1981 à Kingston, dans la province de l’Ontario au Canada) est un joueur professionnel canadien de hockey sur glace.

## Carrière de joueur
Après une saison avec les Voyageurs de Kingston de la Ligue de hockey junior de l'Ontario, il évolue un peu plus de quatre saisons dans la Ligue de hockey de l'Ontario. Il porte d’abord les couleurs des Centennials de North Bay, puis des Knights de London, des IceDogs de Mississauga et finalement des Spitfires de Windsor.
Lors du repêchage de 1999, il est sélectionné en 3e ronde, (72e au total) par les Predators de Nashville.
Il dispute ensuite quelques matchs avec les Timberwolves de Miramichi de la Ligue maritime de hockey junior A, puis il se joint aux Axemen de l'Université Acadia au hockey universitaire canadien.
Lors de la saison 2005-2006 il commence sa carrière professionnelle alors qu’il évolue avec les Griffins de Grand Rapids de la Ligue américaine de hockey, ainsi qu’avec le Fury de Muskegon et les Jackals d'Elmira de la United Hockey League.
Au cours des deux saisons suivantes, il évolue avec le Storm de Toledo, les Sea Wolves du Mississippi et les RoadRunners de Phoenix de l'East Coast Hockey League, ainsi qu’avec les Admirals de Norfolk de la Ligue américaine de hockey.
Après avoir passé la saison 2008-2009 avec les Mudbugs de Bossier-Shreveport de la Ligue centrale de hockey il prend une pause du hockey. Il fait un retour au jeu en janvier 2012 dans l’uniforme des Outlaws du New Jersey de la Federal Hockey League.
Le 15 juin 2013 il est sélectionné par les Riverkings de Cornwall lors du repêchage universel de la Ligue nord-américaine de hockey. Au cours de l’été il signe un contrat avec l’équipe et le 19 janvier 2014 il est échangé aux Braves de Laval.

## Statistiques
| Saison    | Équipe                        | Ligue |    | Saison régulière | Saison régulière | Saison régulière | Saison régulière | Saison régulière |   | Séries éliminatoires | Séries éliminatoires | Séries éliminatoires | Séries éliminatoires | Séries éliminatoires |
| Saison    | Équipe                        | Ligue | PJ | B                | A                | Pts              | Pun              | PJ               | B | A                    | Pts                  | Pun                  |                      |                      |
| 1996-1997 | Voyageurs de Kingston         | LHJO  | 38 | 4                | 9                | 13               | 94               |                  |   |                      |                      |                      |                      |                      |
| 1997-1998 | Centennials de North Bay      | LHO   | 61 | 1                | 3                | 4                | 131              | -                | - | -                    | -                    | -                    |                      |                      |
| 1998-1999 | Centennials de North Bay      | LHO   | 55 | 5                | 9                | 14               | 139              | 4                | 0 | 0                    | 0                    | 0                    |                      |                      |
| 1999-2000 | Centennials de North Bay      | LHO   | 2  | 0                | 0                | 0                | 4                | -                | - | -                    | -                    | -                    |                      |                      |
| 1999-2000 | Knights de London             | LHO   | 62 | 3                | 5                | 8                | 119              | -                | - | -                    | -                    | -                    |                      |                      |
| 2000-2001 | IceDogs de Mississauga        | LHO   | 19 | 0                | 2                | 2                | 51               | -                | - | -                    | -                    | -                    |                      |                      |
| 2000-2001 | Spitfires de Windsor          | LHO   | 40 | 2                | 8                | 10               | 165              | 4                | 0 | 0                    | 0                    | 0                    |                      |                      |
| 2001-2002 | Spitfires de Windsor          | LHO   | 17 | 2                | 3                | 5                | 58               | -                | - | -                    | -                    | -                    |                      |                      |
| 2001-2002 | Timberwolves de Miramichi     | LMHJA | 9  | 1                | 5                | 6                | 64               |                  |   |                      |                      |                      |                      |                      |
| 2001-2002 | Axemen de l'Université Acadia | SIC   | 8  | 0                | 0                | 0                | 8                |                  |   |                      |                      |                      |                      |                      |
| 2002-2003 | Axemen de l'Université Acadia | SIC   | 16 | 0                | 1                | 1                | 32               | -                | - | -                    | -                    | -                    |                      |                      |
| 2003-2004 | Axemen de l'Université Acadia | SIC   | 27 | 1                | 3                | 4                | 65               | -                | - | -                    | -                    | -                    |                      |                      |
| 2004-2005 | Axemen de l'Université Acadia | SIC   | 22 | 3                | 1                | 4                | 54               | 1                | 0 | 0                    | 0                    | 4                    |                      |                      |
| 2005-2006 | Griffins de Grand Rapids      | LAH   | 4  | 0                | 0                | 0                | 5                | -                | - | -                    | -                    | -                    |                      |                      |
| 2005-2006 | Fury de Muskegon              | UHL   | 46 | 0                | 6                | 6                | 196              | -                | - | -                    | -                    | -                    |                      |                      |
| 2005-2006 | Jackals d'Elmira              | UHL   | 9  | 1                | 1                | 2                | 92               | -                | - | -                    | -                    | -                    |                      |                      |
| 2006-2007 | Fury de Muskegon              | UHL   | 16 | 0                | 1                | 1                | 54               | -                | - | -                    | -                    | -                    |                      |                      |
| 2006-2007 | Storm de Toledo               | ECHL  | 6  | 0                | 0                | 0                | 17               | 2                | 0 | 0                    | 0                    | 29                   |                      |                      |
| 2007-2008 | Admirals de Norfolk           | LAH   | 18 | 0                | 0                | 0                | 43               | -                | - | -                    | -                    | -                    |                      |                      |
| 2007-2008 | Sea Wolves du Mississippi     | ECHL  | 16 | 1                | 1                | 2                | 55               | -                | - | -                    | -                    | -                    |                      |                      |
| 2007-2008 | RoadRunners de Phoenix        | ECHL  | 22 | 1                | 1                | 2                | 124              | -                | - | -                    | -                    | -                    |                      |                      |
| 2008-2009 | Mudbugs de Bossier-Shreveport | LCH   | 56 | 5                | 8                | 13               | 277              | 6                | 0 | 0                    | 0                    | 2                    |                      |                      |
| 2011-2012 | Outlaws du New Jersey         | FHL   | 6  | 3                | 1                | 4                | 0                | 5                | 1 | 0                    | 1                    | 15                   |                      |                      |
| 2013-2014 | Riverkings de Cornwall        | LNAH  | 10 | 2                | 1                | 3                | 36               | -                | - | -                    | -                    | -                    |                      |                      |
| 2013-2014 | Braves de Laval               | LNAH  | 9  | 0                | 2                | 2                | 29               | 5                | 0 | 0                    | 0                    | 24                   |                      |                      |
| 2015-2016 | Prédateurs de Laval           | LNAH  | 5  | 0                | 1                | 1                | 55               | 2                | 0 | 0                    | 0                    | 7                    |                      |                      |
| 2016-2017 | Prédateurs de Laval           | LNAH  | 1  | 0                | 0                | 0                | 0                | -                | - | -                    | -                    | -                    |                      |                      |
| 2017-2018 | Wolves de Watertown           | FHL   | 8  | 1                | 1                | 2                | 21               | -                | - | -                    | -                    | -                    |                      |                      |

## Trophées et honneurs personnels
- Federal Hockey League	
  - 2011-2012 : remporte le championnat des séries éliminatoires avec les Outlaws du New Jersey.